# Ulithée (officier)
Ulithée (en latin : Ulitheus) est un officier byzantin du vie siècle, actif pendant le règne de l'empereur Justinien (527-565).
Les origines d'Ulithée ne sont pas connues mais il porte un nom vraisemblablement d'origine germanique orientale, qui fut notamment porté par un noble ostrogoth, oncle du roi Vitigès.
Garde de l'officier Guntharic, à la fin de 545, il est envoyé secrètement par ce dernier pour négocier avec le chef berbère Antalas afin de sceller un accord entre eux dans lequel ils assassineraient le gouverneur Aréobindus et se partageraient leurs richesses.
En mars 546, il participe au meurtre d’Aréobindus au palais du gouverneur à Carthage. Peu de temps après, avec la désertion d'Antalas pour l'Empire, Guntharic envoie Ulithée, avec Artabanès, Jean et Cusina pour le poursuivre en Byzacène. Avec l'échec de la mission, Ulithée tente, sans succès, d'assassiner Artabanès. Lorsque Guntharic a été assassiné lors d'un banquet quelques mois plus tard, Ulithée qui était l'un des gardes en service, a également été assassiné.

## Référencement